# Valentina Gottardi
Valentina Gottardi (Módena, 19 de noviembre de 2002) es una jugadora de voleibol de playa italiana.

## Carrera
Con Claudia Scampoli, Gottardi terminó novena en el Campeonato Europea Sub-22 en Baden en mayo de 2021. En el mismo año terminó quinta con Aurora Matavelli en los campeonatos continentales sub-20 en Esmirna.
Logró su mayor éxito hasta la fecha en octubre cuando ella y su nueva pareja Marta Menegatti terminaron novena en las finales del World Tour en Cagliari. Las dos atletas lograron rematar este resultado en el Campeonato Mundial de 2022 al derrotar en Roma a las argentinas Gallay/ Pereyra y a sus compatriotas italianas Scampoli/Bianchin tras su segundo puesto en el grupo F y solo en cuartos de final ante las finalistas posteriores Sophie Bukovec y Brandie Wilkerson fracasaron. Las dos italianas también compartieron el quinto lugar en el Campeonato Europeo en Múnich. Tras derrotar primero a las lituanas Dumbauskaitė/Grudzinskaitė y luego a las alemanas Ittlinger/Schneider en la ronda principal, fracasó en su camino a semifinales ante las españolas Daniela Álvarez y Tania Moreno.